# المالد
المالد طقس من طقوس الصوفية لأنه يعتمد على ذكر الله والمدائح النبوية في إحياء ذكرى المولد النبوي الشريف.
يسمى المالد والمعني به هو المولد. أسس المالد محمد عمر الأفغاني في الثلث الأخير من القرن التاسع عشر ويعود له تأسيس الطريقة القادرية الصوفية في إمارة دبي.

## الهوامش
1. 1 2  الجميري وآخرون (2011). ص 16